# Otto-Joachim Lüdecke
Otto-Joachim Lüdecke (27 mai 1894 à Staßfurt - 14 février 1971 à Hassel) est un Generalleutnant allemand qui a servi au sein de la Heer dans la Wehrmacht pendant la Seconde Guerre mondiale.
Il a été récipiendaire de la Croix de chevalier de la Croix de fer. Cette décoration est attribuée pour récompenser un acte d'une extrême bravoure sur le champ de bataille ou un commandement militaire avec succès.

## Biographie
Otto Lüdecke est le fils du pasteur de la paroisse Johannis de Staßfurt Otto Lüdecke et de son épouse Margarete, née Biermann. Le 24 septembre 1913, il s'engage dans l'armée prussienne. Il est affecté au bataillon du génie de la Garde à Berlin. 
Otto-Joachim Lüdecke est capturé par les forces américaines en mai 1945, puis il est remis aux troupes britanniques. Il reste en captivité jusqu'en 1948.

## Décorations
- Croix de fer (1914)
  - 2e Classe
  - 1re Classe
- Insigne des blessés (1914)
  - en Noir ou en Argent?
- Croix d'honneur
- Agrafe de la Croix de fer (1939)
  - 2e Classe
  - 1re Classe
- Insigne des blessés (1939)
  - en Argent ou en Or?
- Médaille du Front de l'Est
- Croix de chevalier de la Croix de fer
  - Croix de chevalier le 8 août 1943 en tant que Generalmajor et commandant de la 56. Infanterie-Division[1]